# جاك موراي
جاك موراي (بالإنجليزية: Jack Murray)‏ (1 ديسمبر 1892 - 19 سبتمبر 1974) هو لاعب كريكت أسترالي.

## وصلات خارجية
- جاك موراي على موقع إي آس بي آن كريك إنفو (الإنجليزية)